# Larry Sultan
Larry Sultan (* 13. Juli 1946 in Brooklyn, New York City, USA; † 13. Dezember 2009 in Greenbrae, Kalifornien) war ein US-amerikanischer Künstler und Fotograf.

## Leben
Sultan wuchs im San Fernando Valley nordöstlich von Los Angeles auf. Sein Vater arbeitete für die dort ansässige Unterhaltungsindustrie. Er wurde an der University of California ausgebildet und schloss dort 1968 mit dem Bachelor of Arts in Political Science ab. Danach studierte er am San Francisco Art Institute und erlangte dort im Jahre 1973 einen Master of Fine Arts in Fotografie. Sultan war bis zu seinem Lebensende Professor für Fotografie und bildende Künste am California College of the Arts in Oakland.
In seinen künstlerischen Arbeiten setzte sich Sultan beständig kritisch mit Wahrnehmung, Wirklichkeit und dem falschen Anspruch, dass Fotografie Dokumentation sei, auseinander. Ein Foto zeige bestenfalls das Entstehen von Vorstellungen, nicht die Wirklichkeit.
Sultans Erfolg drückte sich nicht nur in seinen weltweit erfolgten Ausstellungen von großformatigen, manchmal wandfüllend reproduzierten Fotografien aus; auch viele Museen und Privatpersonen erwarben seine Werke.
Sultan war verheiratet.

## Werke (Auszug)
Sultans erste weithin beachtete Arbeit war die Fotoserie Evidence, die er 1977 mit Mike Mandel zusammenstellte. Evidence versammelt 59 Fotografien, die die beiden Künstler aus Polizeiarchiven, dem Archiv des Innenministeriums sowie aus verschiedenen Einrichtungen und Betrieben zusammentrugen. Die einzelnen Bilder zeigten Anordnungen aus Experimenten oder andere, für den Betrachter mangels Untertitelung unverständliche Situationen. Die Serie wurde am San Francisco Museum of Modern Art ausgestellt und später als Buch veröffentlicht.
- 1989: mit anderen: Headlands: The Marin Coast at the Golden Gate. University of New Mexico Press, Albuquerque, New Mexico, USA, ISBN 0-826311520.
- 1992: Pictures from Home.
Der Künstler hat Bilder der eigenen Familie aus 10 Jahren zusammengetragen. Daraus entstand eine Bestandsaufnahme des Lebens in den Vororten der kalifornischen Millionenstädte, besonders des kleinstädtischen Lebens, in welchem Sultan selbst aufwuchs.
- 2003: The Valley.
Die Farbbilder und das daraus hervorgehende Buch befassen sich mit den „Sets“, den Handlungsorten die bei der Produktion von pornografischen Filmen von Privatleuten zur Verfügung gestellt werden. In diesen stets im kalifornischen Vorortmilieu angesiedelten 'Locations' werden die Darsteller oft in einer sehr abwesenden, unbeteiligten Pose abgebildet. Der Bildbetrachter wird zum Voyeur, der Voyeur wird zum nachdenklichen Melancholiker.
- 2007: We are Family
- 2009: Homeland.
Diese Serie handelt vom Leben und Alltag von illegal in Kalifornien arbeitenden mexikanischen Tagelöhnern.
- 2023: Swimmers. Mack Books, London, ISBN 978-1-915743-05-3.  Zwischen 1978 und 1982 fotografierte Larry Sultan in bewusster Abkehr von den konzeptuellen Arbeiten, für die er bekannt war, Schwimmanfänger in öffentlichen Schwimmbädern in San Francisco.[3]

## Einzelausstellungen (Auswahl)
- 2004: Larry Sultan: The Valley, San Francisco Museum of Modern Art
- 2004: Larry Sultan: The Valley Series, Galerie Thomas Zander, Köln
- 2004: Larry Sultan: The Valley, Campus Galerie, Bayreuth
- 2009: Larry Sultan: Homeland, Galerie Thomas Zander, Köln
- 2010: Larry Sultan: Katherine Avenue, Kestnergesellschaft, Hannover
- 2015: Larry Sultan: Werkschau, Kunstmuseum Bonn, 4. Februar bis 17. Mai 2015.[4] Katalog erschien zusammen mit dem Stedelijk Museum voor Actuele Kunst, Gent, Belgien.[5]
- 2015: Larry Sultan, Stedelijk Museum voor Actuele Kunst, Gent, Belgien.

## Gruppenausstellung
- 2006: mit Mike Mandel: 4. Berlin Biennale, Berlin
- 2010: mit Mike Mandel: Evidence, Fotomuseum Winterthur, Winterthur